# Нова Плошчица
Нова Плошчица је насељено место у саставу општине Велика Трновитица у Бјеловарско-билогорској жупанији, Република Хрватска.

## Историја
До територијалне реорганизације у Хрватској, налазила се у саставу старе општине Гарешница.

## Становништво
На попису становништва 2011. године, Нова Плошчица је имала 345 становника.

## Попис1991.
На попису становништва 1991. године, насељено место Нова Плошчица је имало 465 становника, следећег националног састава:
| Попис 1991.‍ | Попис 1991.‍ | Попис 1991.‍ | Попис 1991.‍ | Попис 1991.‍ |
| ----------- | ----------- | ----------- | ----------- | ----------- |
|             |             |             |             |             |
| Хрвати      | Хрвати      |             | 462         | 99,35%      |
| Мађари      | Мађари      |             | 1           | 0,21%       |
| непознато   | непознато   |             | 2           | 0,43%       |
| укупно: 465 |             |             |             |             |